# 朱慧珍 (弹词演员)
朱慧珍（1921年—1969年），中国弹词演员，江苏苏州唯亭人，擅唱俞调和蒋调。在评弹界有“金嗓子”之美誉，也是中国评弹界第一位金唱片奖获得者。代表作品有长篇弹词《白蛇传》《玉蜻蜓》，俞调《宫怨》《秋思》《寿堂唱曲》等。今苏州工业园区的唯亭公园建有朱慧珍的纪念馆。